# Llista de connexions entre divisions del Metro de Nova York
Les connexions entre divisions del Metro de Nova York, és a dir connexions entre diferents línies de diferents divisions, tenen el seu origen en la formació del Metro de Nova York. L'actual xarxa del metro s'ha format a partir de tres antigues empreses, una propietat de la ciutat (IND) i dues privades (BMT i IRT) i actualment la ciutat de Nova York és la propietària de les tres formant dues divisions. Per raons operacionals, la Divisió A està formada per les línies de l'antiga IRT i la Divisió B per l'antiga BMT i IND. Tot i això popularment es diferencia entre tres divisions o sistemes. Amb el pas dels anys s'han construït diverses connexions per permetre que els trens d'una divisió poguessin circular per línies d'una altra.

## Connexions per a serveis
Els túnels de la Divisió A o IRT són més estrets i també utilitza trens més estrets i curts cosa que dificulta la compatibilitat de les línies de la IRT amb la Divisió B. Per això les connexions per fer possibles serveis o rutes que circulen per diferents línies de sistemes o subsistemes diferents només ha estat possible entre els dos subsistemes de la Divisió B, és a dir entre BMT i IND. Les següents connexions són les que s'han construït per a possibilitar noves rutes o serveis:
- 30 d'octubre, 1954: Culver Line (originàriament anomenada Smith St. Subway).
- 1 de desembre, 1955: 60th Street Tunnel Connection entre Queens Boulevard Line i 60th Street Tunnel.
- 29 d'abril, 1956: Fulton Street Line connecta amb Liberty Avenue Elevated
- 26 de novembre, 1967: Chrystie Street Connection entre Sixth Avenue Line i Nassau Street Line
- 29 d'octubre, 1989: connexió de vies entre 63rd Street Line (IND) i 63rd Street Line (BMT).